# Валєво
Валєво (серб. Ваљево, Valjevo) — місто в Сербії, адміністративний центр общини Валево та Колубарського округу. Розташоване приблизно за 100 кілометрів на південний захід від столиці Сербії Белграда. Історичний центр Валева розташовано в долині річки Колубари, на висоті 185 метрів над рівнем моря.
Валево — одне з найстаріших сербських міст, вперше згадане в документі, що датується 1393 роком. За час свого існування місто неодноразово переживало підйоми й падіння, втрачаючи й знову здобуваючи статус міста. Нині воно є одним із економічних і культурних центрів Західної Сербії.

## Клімат
Клімат помірно-континентальний. Середньорічна температура +11 ° C. Найхолодніший місяць — січень, з середньою температурою повітря до -0,2 ° C, а найжаркіший — липень із середньою температурою до +21,4 ° C. Найвища температура, зафіксована в Валево, — +42,5 ° C, а найнижча -29,6 ° C.

## Населення
Чисельність населення 61 035 осіб (перепис 2002).

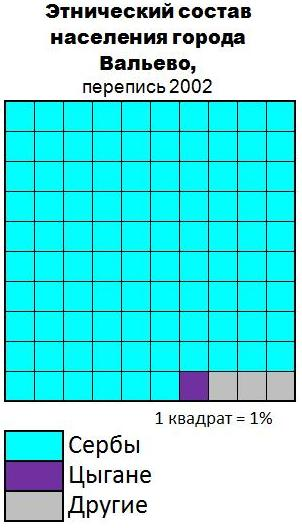
Етнічний склад населення міста Валєво (2002)

Етнічний склад населення міста відзначається однорідністю: тут проживає 58,7 тис. сербів (96 %) і 0,5 тис. циган (1 %)

## Освіта

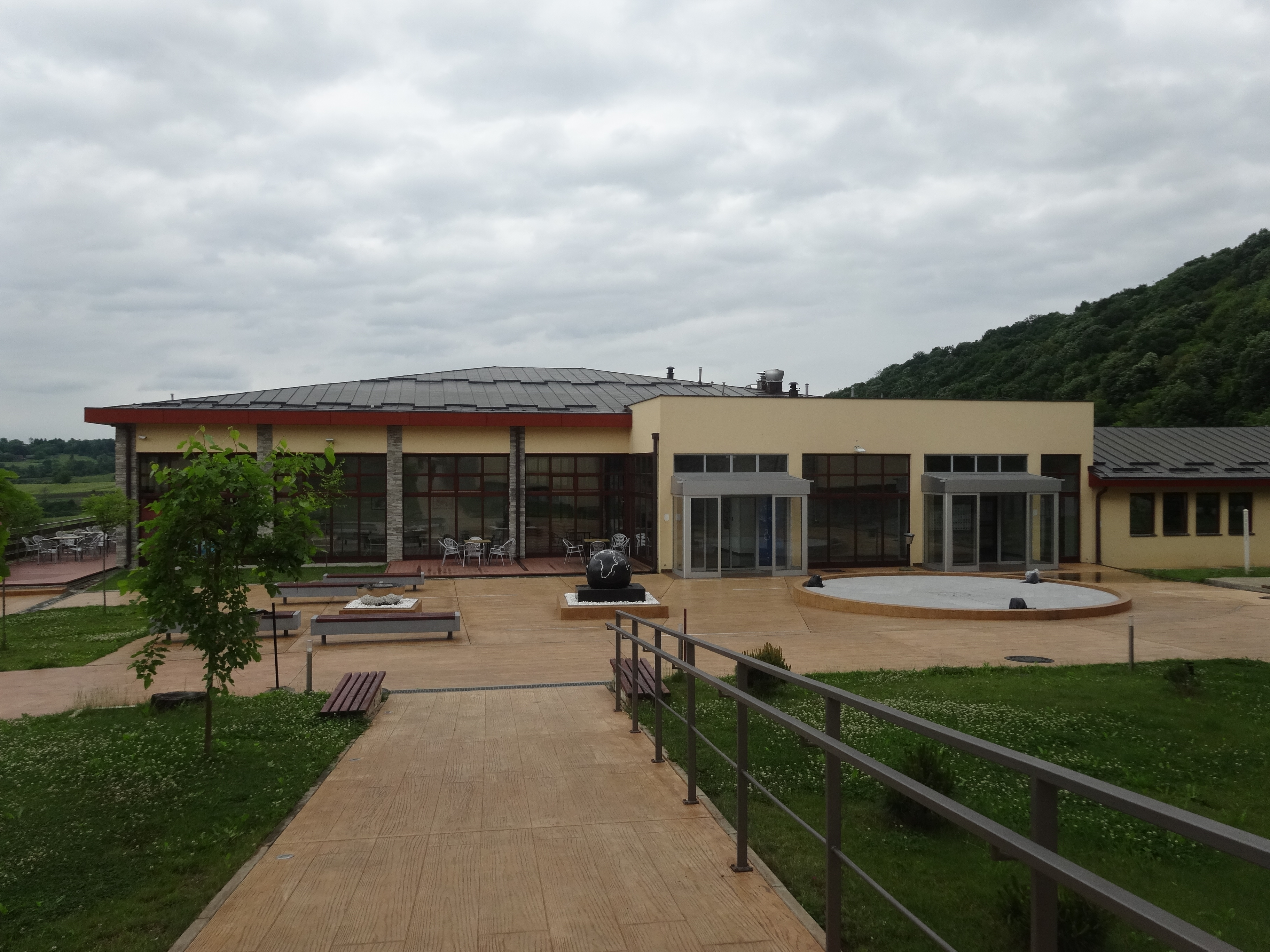
Дослідницька станція «Пєтніца»

## Економіка
У місті розвинені металообробка, шкіряна, деревообробна і харчова промисловість, друкарня — одна з найсучасніших на Балканах.